# Colophon berrisfordi
Colophon berrisfordi là một loài bọ cánh cứng thuộc họ Lucanidae. Nó là loài đặc hữu của Nam Phi.